# Там, за сімома горами
«Там, за сімома горами» — радянський художній фільм 1980 року, знятий режисером Арнольдом Агабабовим на кіностудії «Вірменфільм».

## Сюжет
До сибірського села, де живе Льоха (так називають Олену односельці), приїжджає бригада «шабашників» з Вірменії. Один із чужинців починає доглядати за Льохою. Альона та Сурен щасливі, вони не помічають несхвалення оточуючих. Коли голова звинуватить Сурена у крадіжці, дівчина хоробро прийме виклик, кинутий односельцями.

## У ролях
- Тетяна Божок — Альона
- Араїк Манукян — Сурік
- Сос Саркісян — Овсеп
- Хорен Абрамян — Матос
- Размік Ароян — роль другого плану
- Артуш Гедакян — роль другого плану
- Софія Саркісян — роль другого плану
- Рафаель Сароян — роль другого плану
- Олексій Горячев — роль другого плану
- Лариса Даниліна — Клаша
- Петро Колбасін — роль другого плану
- Людмила Макарова — роль другого плану
- Володимир Пожидаєв — роль другого плану
- Олександр Потапов — роль другого плану
- Зінаїда Славіна — роль другого плану

## Знімальна група
- Режисер — Арнольд Агабабов
- Сценаристи — Арнольд Агабабов, Єрванд Григорянц
- Оператор — Гагік Авакян
- Композитор — Тигран Мансурян
- Художник — Грайр Карапетян